# Deutsche Botschaft Bangkok
Die Deutsche Botschaft Bangkok ist die diplomatische Vertretung der Bundesrepublik Deutschland in der Hauptstadt des Königreichs Thailand. Auch zwischen dem deutschen Kaiserreich und dem damaligen Siam bestanden bereits diplomatische Beziehungen.

## Lage und Gebäude

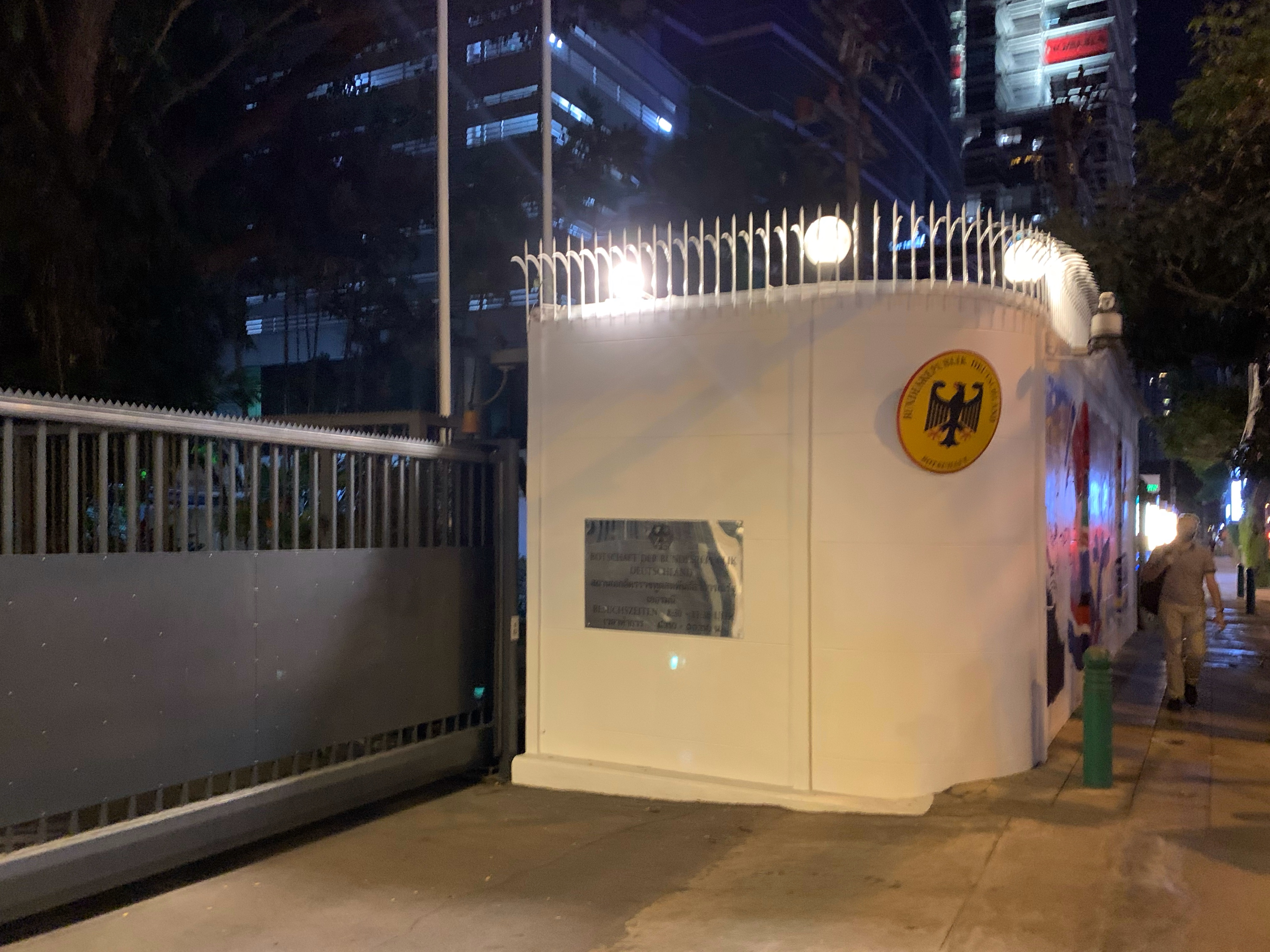
Der Eingang der Botschaft in Sathon, Bangkok

Die Botschaft steht im Stadtteil Thung Maha Mek, Sathon der thailändischen Hauptstadt Bangkok. Die Straßenadresse lautet: 9 South Sathorn Road, Bangkok 10120. Die Botschaften von Dänemark und Österreich liegen in unmittelbarer Nachbarschaft.
Die Haltestelle Lumphini der Bangkok Metro (Blue Line) liegt fußläufig 3 Minuten entfernt. Das 7 km entfernte Außenministerium ist bei üblicher Verkehrslage in einer Viertelstunde zu erreichen. Zum gut 30 km östlich gelegenen Flughafen Bangkok-Suvarnabhumi ist eine Fahrtzeit von gut 30 Minuten auf dem Sirat-Expressway (Mautpflicht) anzusetzen; die Fahrt mit der Metro dauert eine Stunde.
Die Liegenschaft der Botschaft Bangkok befindet sich im Diplomatenviertel der Hauptstadt. Auf dem großen parkähnlichen Grundstück befinden sich die dreigeschossige Kanzlei, mehrere Gebäude des Rechts‐ und Konsularreferats sowie die Residenz des Botschafters. Gegen die Hauptstraße wurde in den Jahren 1972 bis 1974 die lediglich 32 Meter breite Front der Botschaft mit einem künstlerisch gestalteten Tor und einem Zaun abgeschirmt. Das Öffnen und Schließen des Tores schuf wechselnde optische Eindrücke und einen gewissen verspielten Effekt. Einfriedungen um Botschaftsgebäude dienen der Sicherheit. Aus Sicherheitsgründen war es notwendig, die heiter‐ironischen Elemente in späteren Jahren durch echte und massive Sicherheitstechnik zu ersetzen. Die Gestaltung stammte von Erich Wiesner, einem Schüler von Hans Uhlmann.

## Auftrag und Organisation

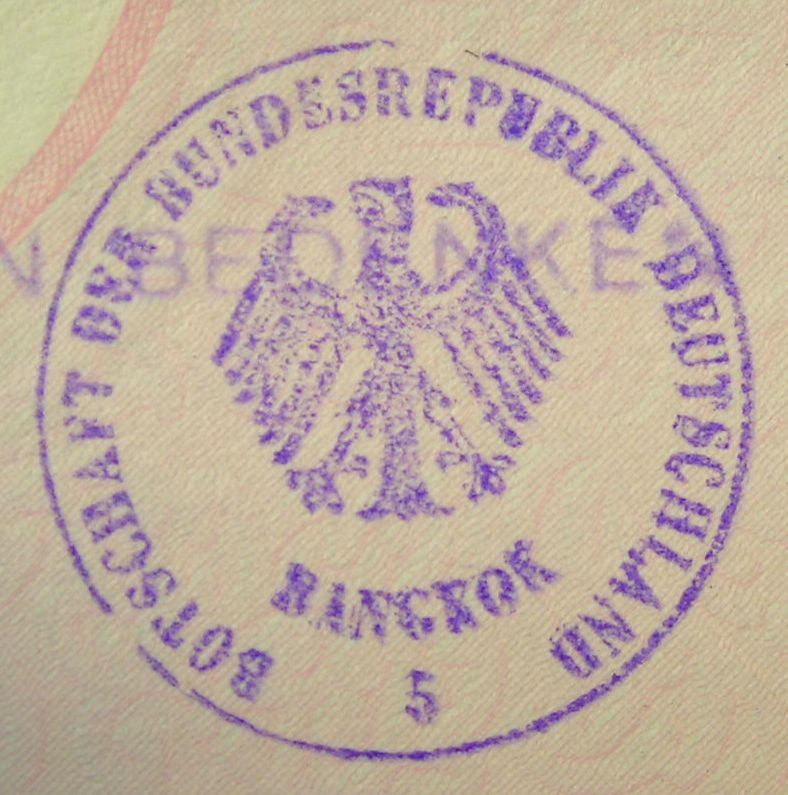
Kleines Dienstsiegel der Botschaft Bangkok

Die Deutsche Botschaft Bangkok hat den Auftrag, die deutsch-thailändischen Beziehungen zu pflegen, die deutschen Interessen gegenüber der Regierung Thailands zu vertreten und die Bundesregierung über Entwicklungen in Thailand zu unterrichten.
Die Botschaft gliedert sich in die operativen Referate Politik, Wirtschaft, Kultur und Presse. Als es am 26. Oktober 2020 vor der Botschaft zu einer Demonstration von mehreren Tausend Thais kam, die ihren Unmut darüber ausdrückten, dass König Maha Vajiralongkorn viel Zeit in Deutschland (Bayern) verbringt und von dort aus regierte (die Menge forderte die Bundesregierung auf, geeignete Maßnahmen zu ergreifen), war nicht nur der Publikumsverkehr beeinträchtigt, sondern die Mitarbeiter in den Bereichen Politik und Presse vor eine unübliche Aufgabe gestellt.
An der Botschaft besteht ein vom Verteidigungsattaché geleiteter Militärattachéstab.
Das Referat für Rechts- und Konsularaufgaben der Botschaft bietet alle Dienstleistungen für in Thailand ansässige deutsche Staatsangehörige. Es erteilt Visa für thailändische Staatsangehörige. Es besteht eine telefonische Rufbereitschaft für konsularische Notfälle deutscher Staatsangehöriger bis 24.00 Uhr (an Wochenenden ab 8.00 Uhr morgens). Honorarkonsuln der Bundesrepublik Deutschland sind in den Tourismuszentren Chiang Mai, Pattaya und Phuket bestellt und ansässig.

## Geschichte

### Deutsches Reich und Siam
Zwischen dem Deutschen Kaiserreich und dem Länderverbund Siam wurden 1874 erste Diplomaten ausgetauscht. Erster offizieller Vertreter Deutschlands war von 1874 bis 1876 Werner von Bergen, der als kaiserlicher Konsul in Saigon residierte. Ihm folgte Konsul Hermann Stannius. Um das Jahr 1900 übte Hermann Kurz das Amt des Konsuls aus.

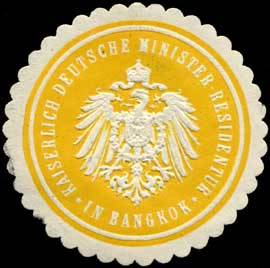
Siegelmarke Kaiserlich Deutsche Minister-Residentur in Bangkok

Von 1910 bis 1914 war Adolf von Prollius im Range eines Legationsrats außerordentlicher Gesandter und bevollmächtigter Minister sowie Generalkonsul a. i., inzwischen mit Sitz in Bangkok. Neben ihm war ein Dr. Budenbender Vizekonsul. Von 1915 bis 1917 residierte Paul von Buri in Bangkok.
Von 1917 bis 1924 fungierte die Botschaft der Niederlande als Schutzmachtvertretung deutscher Interessen in Siam. Im Jahr 1925 war eine Person namens Zobel Gesandtschaftsrat und vorläufiger deutscher diplomatischer Vertreter in Siam.
Bis zum Ende des Zweiten Weltkriegs gab es keine Botschaft. Die deutschen Interessen nahmen die Vereinigten Staaten wahr, bis das Deutsche Reich diesen im Jahr 1941 den Krieg erklärte.

### Nach dem Zweiten Weltkrieg
Die Bundesrepublik Deutschland eröffnete am 22. Dezember 1952 in Bangkok eine Gesandtschaft, die am 24. Januar 1956 in die Botschaft Bangkok umgewandelt wurde.
Die DDR und Thailand nahmen am 3. September 1974 diplomatische Beziehungen auf. Von 1976 bis 1982 waren die Botschafter in Rangun (Birma), ab 1982 die Botschafter in Kuala Lumpur (Malaysia) in Thailand nebenakkreditiert. Mit dem Beitritt der DDR zur Bundesrepublik Deutschland 1990 endeten diese Beziehungen.